# Trilineaire coördinaten

De trilineaire coördinaten voor P zijn a' : b' : c'.

In het vlak van een gegeven driehoek kan een punt P door trilineaire coördinaten worden aangegeven, ook wel normaalcoördinaten of driehoekscoördinaten genoemd. Deze coördinaten bestaan uit drie getallen, genoteerd als x : y : z, die de verhouding van de afstanden a', b'  en c'  van P tot de overeenkomstige zijden BC, AC en AB van de driehoek aangeven. Er moet gelden dat:
{\displaystyle x:y:z=a':b':c'}.
De afstanden zijn gerichte afstanden. Als P aan dezelfde kant van een zijde ligt als het derde punt van de driehoek, wordt de afstand positief gerekend, anders negatief. Zijn de trilineaire coördinaten van een punt x:y:z, dan zijn de bijbehorende barycentrische coördinaten (ax:by:cz).

## Verhoudingen
Trilineaire coördinaten zijn niet eenduidig bepaald. In feite worden verhoudingen weergegeven, wat wordt geaccentueerd door de coördinaten te scheiden met een dubbelepunt. 
P is het punt binnen de driehoek {\displaystyle \triangle ABC} met afstanden a', b', c' tot de zijden BC, AC en AB. Dan heten x:y:z trilineaire coördinaten van P, als er een reëel getal h ≠ 0 is, zodanig dat geldt:
{\displaystyle a'=hx,b'=hy,c'=hz}.
De trilineaire coördinaten van de hoekpunten zijn:
- 1:0:0 voor A
- 0:1:0 voor B
- 0:0:1 voor C

en het middelpunt van de ingeschreven cirkel heeft trilineaire coördinaten 1:1:1.